# هليل سايدل
هليل سايدل (بالعبرية: הלל זיידל‏) (9 أكتوبر 1920 - 14 فبراير 1999) سياسي إسرائيلي شغل منصب عضو الكنيست ضمن كتلة الليبراليين المستقلين والليكود بين عامي 1974 و1981.

## سيرة شخصية
ولد سايدل في كراكوف في بولندا، وتلقى تعليمه في مدرسة دينية، ثم التحق بكلية الدراسات الاقتصادية في فيلنيوس. انضم إلى حركة شباب أكيفا، واشترك في الحركة السرية المناهضة للنازية في غيتو فيلنا، وتزعم الحركة السرية في معسكر اعتقال كلوغا. وبعد الحرب العالمية الثانية، تزعم حركة أكيفا في بولندا حتى عام 1947، وكان قائدًا لحركة بريخا حتى نهاية عام 1947.
في عام 1948 هاجر إلى إسرائيل، حيث عين رئيسًا لقسم استيعاب المهاجرين في الاتحاد العالمي للصهاينة وهو المنصب الذي شغله حتى عام 1952. كما عمل أمينًا عامًا لحركة «هاعوفيد هاتسيوني» وعضوًا في مجلس قيادة الحزب التقدمي الإسرائيلي.
من عام 1952 حتى عام 1959 كان عضوا في اللجنة المنظمة للهستدروت وهي الاتحاد العام لعمال إسرائيل، ورئيس قسم المعاشات، قبل أن يعمل رئيسًا لقسم استيعاب المهاجرين في الاتحاد، وهو المنصب الذي شغله حتى عام 1973.
في عام 1973 انتخب عضوا في الكنيست ضمن قائمة الليبراليين المستقلين. ومع ذلك في 15 فبراير 1977 ترك الحزب ليؤسس كتلة برلمانية باسم «عهدوت»، وانضم إلى الليكود. وأعيد انتخابه في وقت لاحق من ذلك العام على قائمة الليكود وترأس لجنة الالتماسات العامة. ولكنه خسر مقعده في انتخابات 1981.
توفي عام 1999 عن عمر يناهز 78 عامًا.

## روابط خارجية
- Hillel Seidel on the Knesset website